# Comunidade germanófona da Bélgica
Pronunciação
A Comunidade germanófona é uma das três comunidades constitucionais da Bélgica. A Constituição belga estipula que "a Bélgica compreende três comunidades: a francesa, a flamenga e a germanófona".